# Erik Ragndal

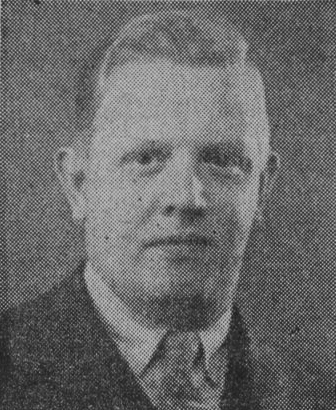
Erik Ragndal

Erik Alfred Ragnar Ragndal, född 7 juli 1904 i Stockholm, död 20 december 1955 i Göteborg, var en svensk arkitekt.
Ragndal utbildade sig till ingenjör vid Tekniska skolan  i Stockholm, där han 1926 avlade examen. År 1937 invaldes han i Svenska Arkitekters Riksförbund, och titulerade sig därefter Arkitekt SAR. Åren 1929–1931 var han medarbetare hos Gunnar Asplund i Stockholm och 1932–1942 var han anställd arkitekt hos Nils Einar Eriksson i Göteborg. Från 1943 hade han sin egen arkitektverksamhet i Göteborg.
Till hans arbeten räknas bland annat  flera villor, flerbostadshus, daghem och skolor i Göteborg, som han ritade tillsammans med Nils Einar Eriksson.  Här kan nämnas Torpaskolan och Vasa kommunala flickskola i Göteborg samt bostadsområdet Kortedala som han ritade (byggd 1952–1955).  
Ett av hans mera kända verk var en byggnad för Kungliga Musikaliska Akademin (invigd 1956 och riven 2013) vid Valhallavägen i Stockholm som han ritade. Efter sin död 1955 avslutade arkitekten Johan Tuvert arbetet. De skapade en mjukt formad tegelbyggnad med olika volymer. Intressant var den runda lågbyggnaden med takfall av svart skiffer vilken slöt sig kring en lummig innergård. Runt gården grupperade sig övningsrum och studierum.
Erik Ragndal är begravd på Örgryte nya kyrkogård.

## Bilder

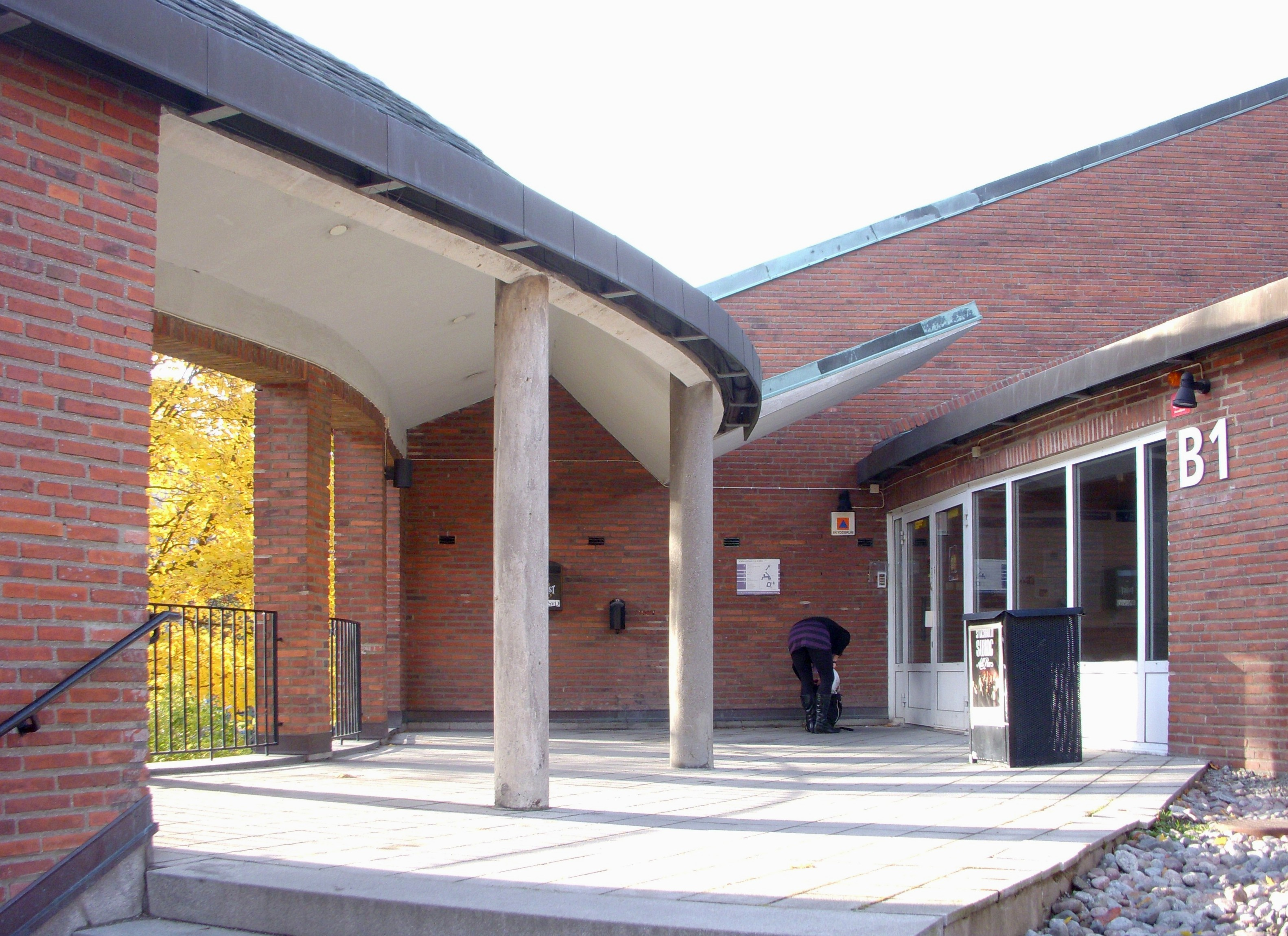
Kungliga Musikhögskolan i Stockholm, hus B
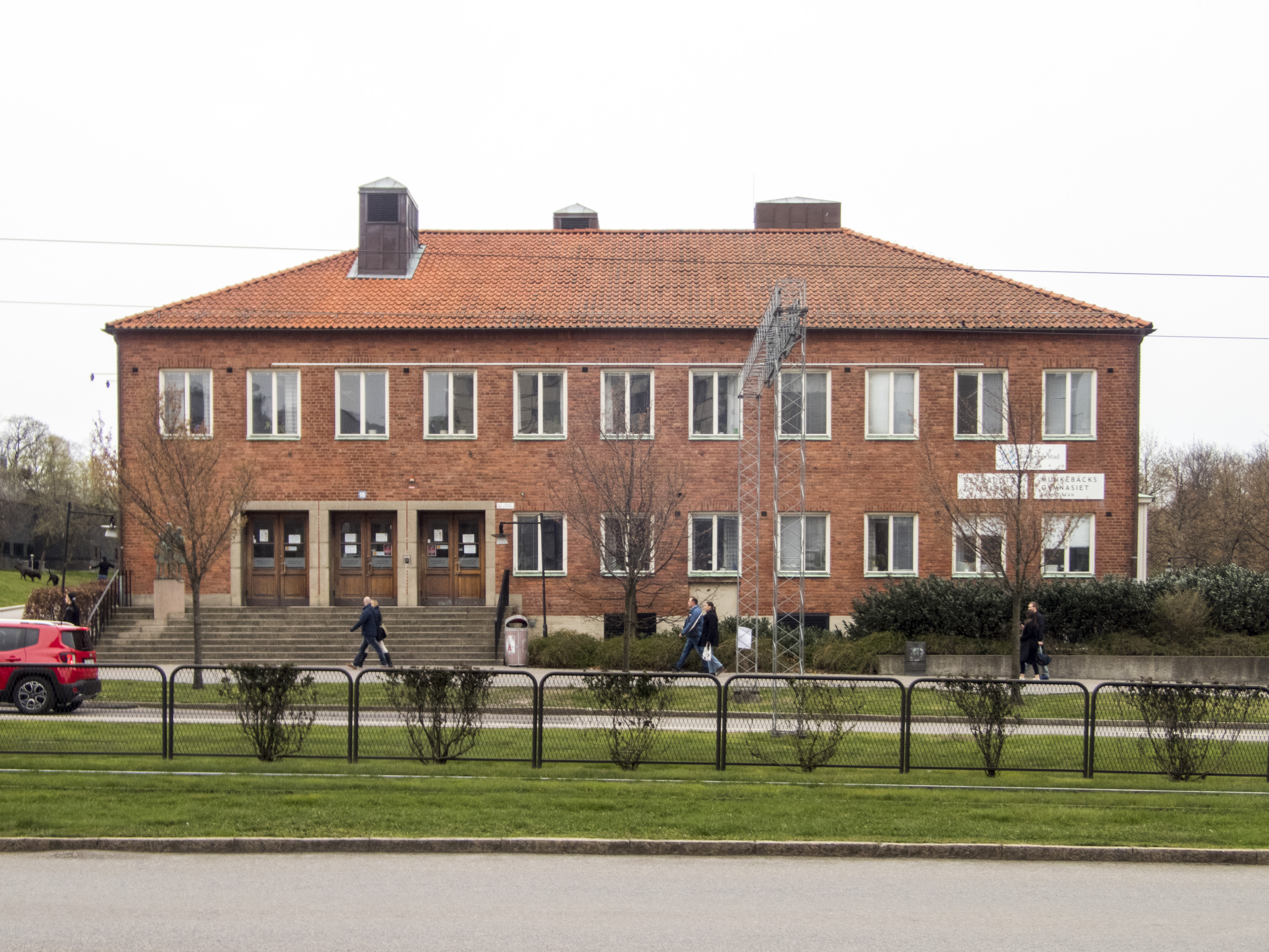
Vasa kommunala flickskola
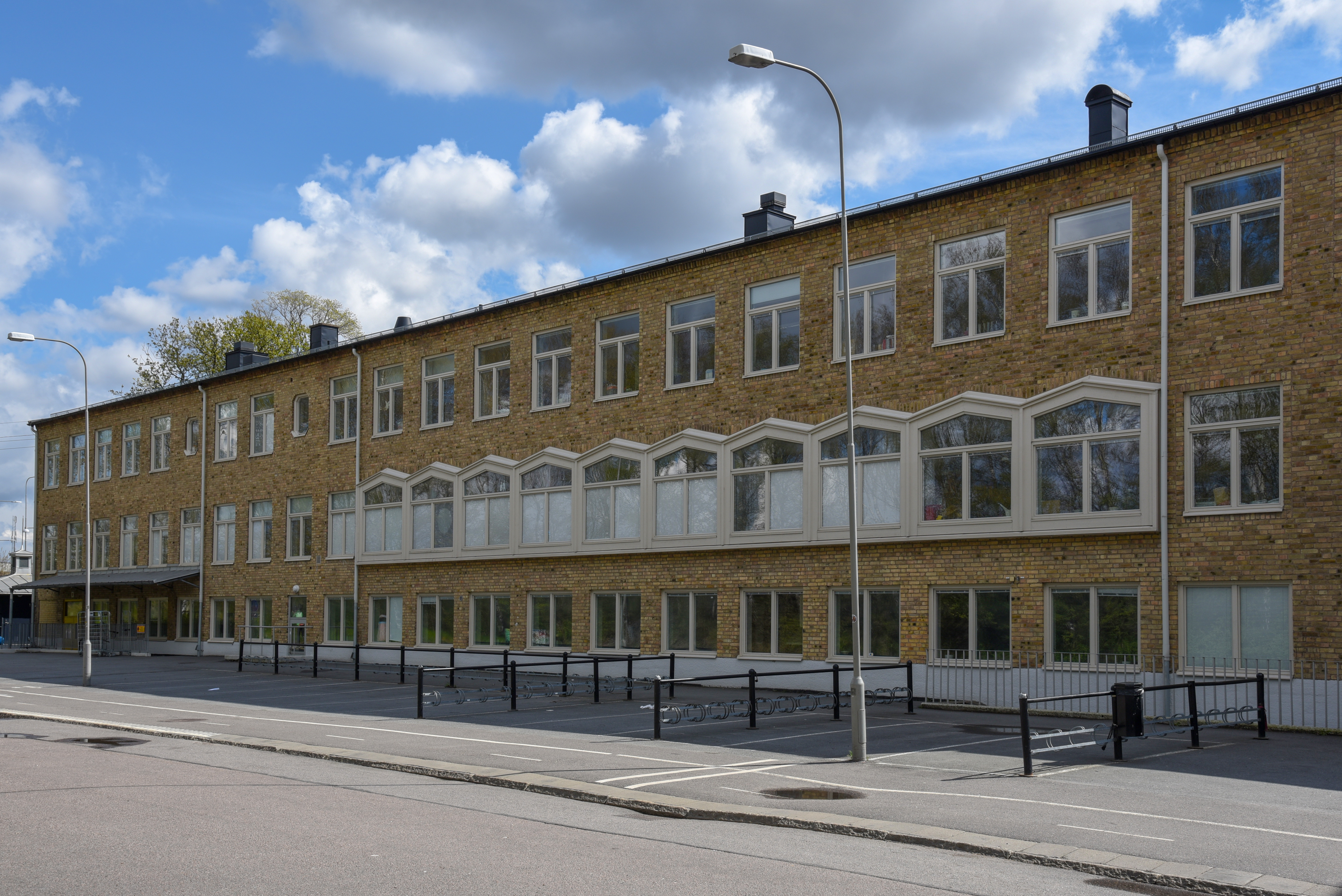
Torpaskolan
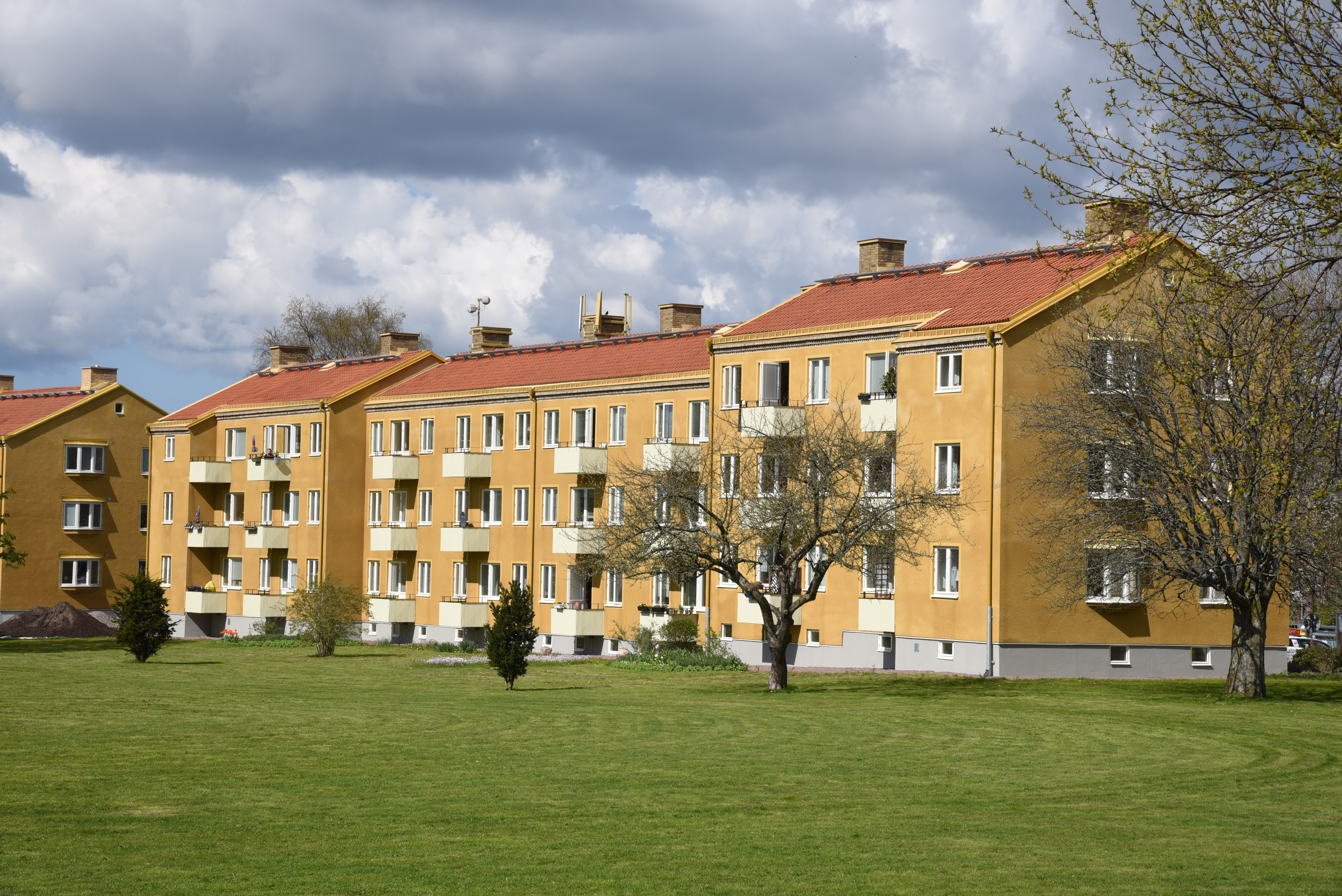
Västra Torpa (m. Eriksson)
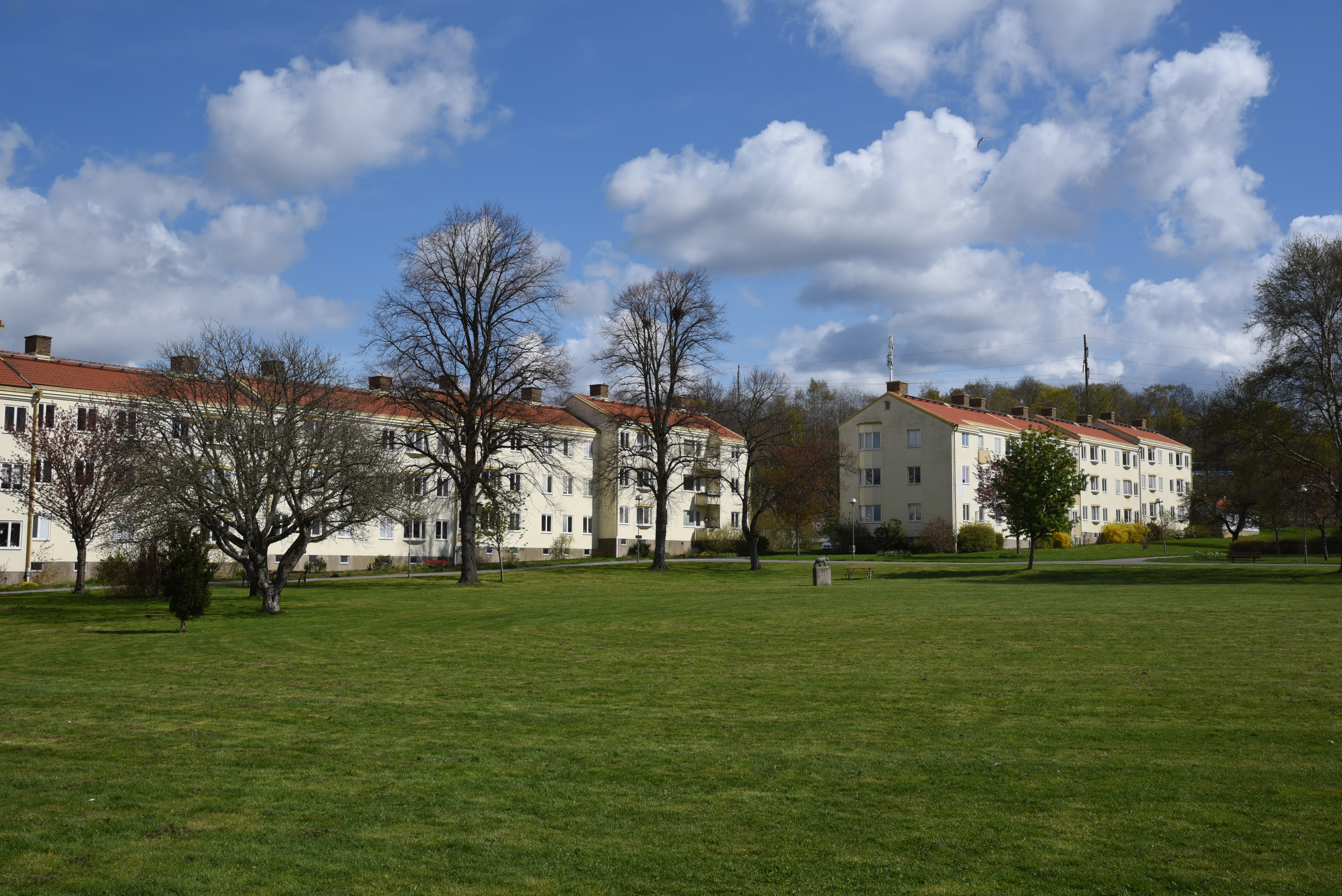
Västra Torpa